# Erythrocercus mccallii
Erythrocercus mccallii е вид птица от семейство Monarchidae.

## Разпространение
Видът е разпространен в Ангола, Бенин, Габон, Гана, Гвинея, Екваториална Гвинея, Камерун, Република Конго, Демократична република Конго, Кот д'Ивоар, Либерия, Мали, Нигерия, Сиера Леоне, Уганда и Централноафриканската република.